# Episodi de Il cane di papà (quinta stagione)
La quinta stagione della serie televisiva Il cane di papà è stata trasmessa in anteprima negli Stati Uniti d'America dalla NBC tra il 19 settembre 1992 e il 22 maggio 1993.
| nº | Titolo originale              | Titolo italiano | Prima TV USA      | Prima TV Italia |
| -- | ----------------------------- | --------------- | ----------------- | --------------- |
| 1  | Why Do Fools Fall in Love?    |                 | 19 settembre 1992 |                 |
| 2  | Take My Garage, Please        |                 | 26 settembre 1992 |                 |
| 3  | R.N. on the Rebound           |                 | 3 ottobre 1992    |                 |
| 4  | ...Or Forever Hold Your Peace |                 | 10 ottobre 1992   |                 |
| 5  | The Boomerang Affair          |                 | 17 ottobre 1992   |                 |
| 6  | Cruel and Unusual Punishment  |                 | 24 ottobre 1992   |                 |
| 7  | It's Not Easy Being Green     |                 | 31 ottobre 1992   |                 |
| 8  | Dirty Harry                   |                 | 7 novembre 1992   |                 |
| 9  | Timing Is Everything          |                 | 14 novembre 1992  |                 |
| 10 | Thanksgiving at the Westons   |                 | 21 novembre 1992  |                 |
| 11 | The Body Beautiful            |                 | 5 dicembre 1992   |                 |
| 12 | Overboard                     |                 | 12 dicembre 1992  |                 |
| 13 | Emily                         |                 | 2 gennaio 1993    |                 |
| 14 | The Sting                     |                 | 9 gennaio 1993    |                 |
| 15 | The Fracas in Vegas           |                 | 23 gennaio 1993   |                 |
| 16 | Pardon My Flashback           |                 | 30 gennaio 1993   |                 |
| 17 | Dog Day Afternoon             |                 | 6 febbraio 1993   |                 |
| 18 | More to Love                  |                 | 13 febbraio 1993  |                 |
| 19 | My Dad, My Doctor             |                 | 20 febbraio 1993  |                 |
| 20 | Love and Marriage             |                 | 27 febbraio 1993  |                 |
| 21 | The All-American Boy - Not!   |                 | 20 marzo 1993     |                 |
| 22 | Two for the Road              |                 | 10 aprile 1993    |                 |
| 23 | Aunt Verne Knows Best         |                 | 1º maggio 1993    |                 |
| 24 | My Mother, My Self            |                 | 8 maggio 1993     |                 |
| 25 | Charley to the Rescue         |                 | 15 maggio 1993    |                 |
| 26 | Surprise! Surprise!           |                 | 22 maggio 1993    |                 |